# Eunice vivida
Eunice vivida är en ringmaskart som beskrevs av William Stimpson 1853. Eunice vivida ingår i släktet Eunice och familjen Eunicidae. Inga underarter finns listade i Catalogue of Life.